# Trimetoprim
El trimetoprim (TMP) és un antibiòtic bacteriostàtic derivat de la trimetoxibenzilpirimidina usat principalment en el tractament d'infeccions urinàries. Altres usos inclouen infeccions de l'otitis mitjana i la diarrea del viatger. Amb sulfametoxazol o dapsona pot ser utilitzat per a la pneumocistosi en persones amb infecció pel VIH i sida. Es pren per via oral.
El trimetoprim pertany a un grup d'agents quimioteràpics coneguts com a inhibidors de la dihidrofolat reductasa. Acostuma a presentar-se en combinació amb el sulfametoxazole, combinació que rep el nom de cotrimoxazole i que, en infeccions per organismes susceptibles, és una presentació superior a la sulfonamida sola.
Al llarg de la seva carrera científica Gertrude Belle Elion va aconseguir crear diversos medicaments entre els que es trobava el trimetoprim. És un dels fàrmacs inclosos en la llista de medicaments essencials de l'Organització Mundial de la Salut.

## Farmacocinètica
El trimetoprim s'administra per via oral sol o acompanyat de sulfametoxazole, combinació que pot administrar-se per via intravenosa. El medicament s'absorbeix de manera eficaç en el sistema digestiu i es distribueix equitativament entre els fluids i teixits corporals, incloent el líquid cefalorraquidi. Creua la placenta i s'excreta en la llet materna. Perquè el trimetoprim és més liposoluble que el sulfametoxazol, té un major volum de distribució. Per això s'acostuma a combinar una part de trimetoprim amb cinc parts de sulfametoxazol, i això porta a una concentració plasmàtica màxima d'1:20, una relació òptima per als efectes combinats d'aquests fàrmacs in vitro. Es metabolitza en el fetge, excretant-se posteriorment els seus dos components per via urinària, pel mig de filtració glomerular i secreció tubular activa. La dosi del trimetoprim ha de ser ajustada per a pacients amb deficiències renals. La semi vida d'eliminació del trimetoprim és de 8-11 hores, la qual cosa justifica la seva administració dos cops al dia. Poden detectar-se petites quantitats del trimetoprim en excrements, provinents de l'excreció biliar d'una petita proporció del fàrmac circulant.

## Farmacodinàmica

### Mecanisme d'acció
El trimetoprima¡ inhibeix a l'enzim dihidrofolat reductasa. En nombrosos microorganismes l'efectivitat d'aquest enzim és unes 50.000 vegades més gran que la corresponent a l'enzim present en les cèl·lules de mamífers, i això explica l'ampli marge terapèutic del trimetoprim. La dihidrofolat reductasa participa en la conversió de l'àcid dihidrofòlic a la seva forma funcional, l'àcid tetrahidrofòlic. La seva inhibició exhaureix les reserves de folat, un cofactor essencial en la biosíntesi de purines i, en últim lloc, de l'ADN bacterià, per la qual cosa la seva inhibició impedeix la divisió del microorganisme. Juntament amb les sulfamides, el trimetoprim produeix un bloqueig seqüencial de la cadena metabòlica, de manera que tots dos medicaments són sinèrgics quan actuen en conjunt.

### Interaccions
- L'ús simultani del trimetoprim i dapsona en general augmentarà les concentracions plasmàtiques de tots dos medicaments.
- El trimetoprim pot reduir l'excreció renal i incrementar les concentracions sanguínies de la zidovudina i la lamivudina.
- La rifampicina pot reduir les concentracions del trimetoprim.
- Amb l'ús conjunt amb ciclosporina pot tenir-hi risc incrementat de nefrotoxicitat.
- L'ús simultani amb diürètics pot originar hiponatrèmia.

Ingerències amb proves de laboratori: el trimetoprim, pot interferir en la determinació de metotrexat sèric pel mètode de la fixació proteica competitiva, però no hi ha interacció aplicant el mètode de determinació de metotrexat per radioimmunoassaig. Pot també alterar els resultats de la prova de Jaffé -determinació de creatinina, alcalinitzada amb àcid pícric-, elevant els valors aproximadament en un 10%.

### Resistència
La resistència bacteriana al trimetoprim pot ser el resultat d'una reducció en la permeabilitat cel·lular, la sobreproducció de l'enzim dihidrofolat reductasa o la producció d'una reductasa de conformació alterada amb disminució de l'afinitat per l'antibiòtic. Les mencionades formes de resistència poden aparèixer per mutació o, més freqüentment, per la intervenció de reductases resistents codificades per plàsmids.

### Espectre de susceptibilitat
Cultius i proves de susceptibilitat que s'han de fer per saber els bacteris segurs en el tractament amb trimetoprim.
- Escheríchia coli
- Proteus mirabilis
- Klebsiella pneumoniae
- Enterobacter especiïs
- Coagulasa negatius Staphylococcus espècies, incloent Staphylococcus saprophyticus
- Streptococcus pneumoniae
- Haemophilus influenzae

## Utilització clínica

### Indicacions
- Infeccions de vies urinàries baixes.
- Crisis agudes de bronquitis crònica.
- Otitis mitjana aguda en nens.
- Enterocolitis i diarrea del viatger produïdes per gèrmens sensibles a l'associació.
- També s'ha aprovat en alguns països per tractar i prevenir la pneumònia causada per Pneumocystis carinii en pacients immunodeprimits, la toxoplasmosi i la nocardia.[10]

### Efectes adversos
Per a la qualificació de reaccions adverses a aquest medicament se segueixen els criteris de la CIOSM:
- Infreqüents: alteracions gastrointestinals, nàuseas, vòmits, diarrea i pèrdua de la gana. Canvis hematològics, principalment leucopènia, neutropènia i trombocitopènia.
- Rares: Glossitis, anèmia megaloblàstica, neutropènia i porpra.
- Molt rares: Síndrome de Stevens-Johnson, necròlisi epidèrmica tòxica, necrosi hepàtica fulminant, anèmia aplàstica.

### Contraindicacions
- Embaràs i lactància.
- Discràsies sanguínies, de forma especial l'anèmia megaloblàstica.
- Porfíria.
- Haurà d'emprar-se amb precaució en pacients amb insuficiència renal o hepàtica, o amb deficiències d'àcid fòlic (desnutrició o alcoholisme), o amb deficiències congènites de glucosa-6-fosfat-deshidrogenasa.
- En cas d'insuficiència renal, les dosis han de ser reduïdes.